# Blindarkade
En blindarkade er en arkade bestående af en serie af buer, der ikke har nogle egentlige åbninger og er anvendt på en vægs overflade som et dekorativt element. Buerne er ikke vinduer eller åbninger, men en del af facaden. Blindarkaden er designet som et dekorativt arkitektonisk element og har ingen bærende funktion. Hvor blindbuer typisk er en enkelt bue eller en serie af sammenhængende buer som en frise (også kaldet en buefrise), er en blindarkade komponeret af en serie af buer, der har veldefinerede søjler.
Blindarkader er et almindeligt dekorativt element på romanske og gotiske bygningers facader i det vestlige Europa, og er også almindelige i de østlige ortodokse kirker i Østeuropa og i armenske kirker.